# Camera lucida

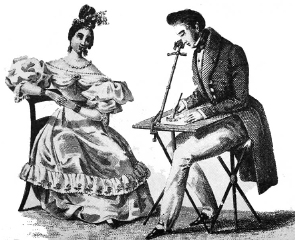
Obrázek přibližně z roku 1830 znázorňující použití camery lucidy

Camera lucida je optické zařízení používané jako pomůcka ve výtvarném umění. Poprvé toto zařízení sestrojil W. H. Wollaston v roce 1807. Název „camera lucida“ (z latiny „světlá komora“) dal tomuto zařízení Wollaston a měl zdůraznit rozdíl mezi zařízením zvaným camera obscura (z latiny „temná komora“), což je starší optické zařízení používané také jako pomůcka ve výtvarném umění.

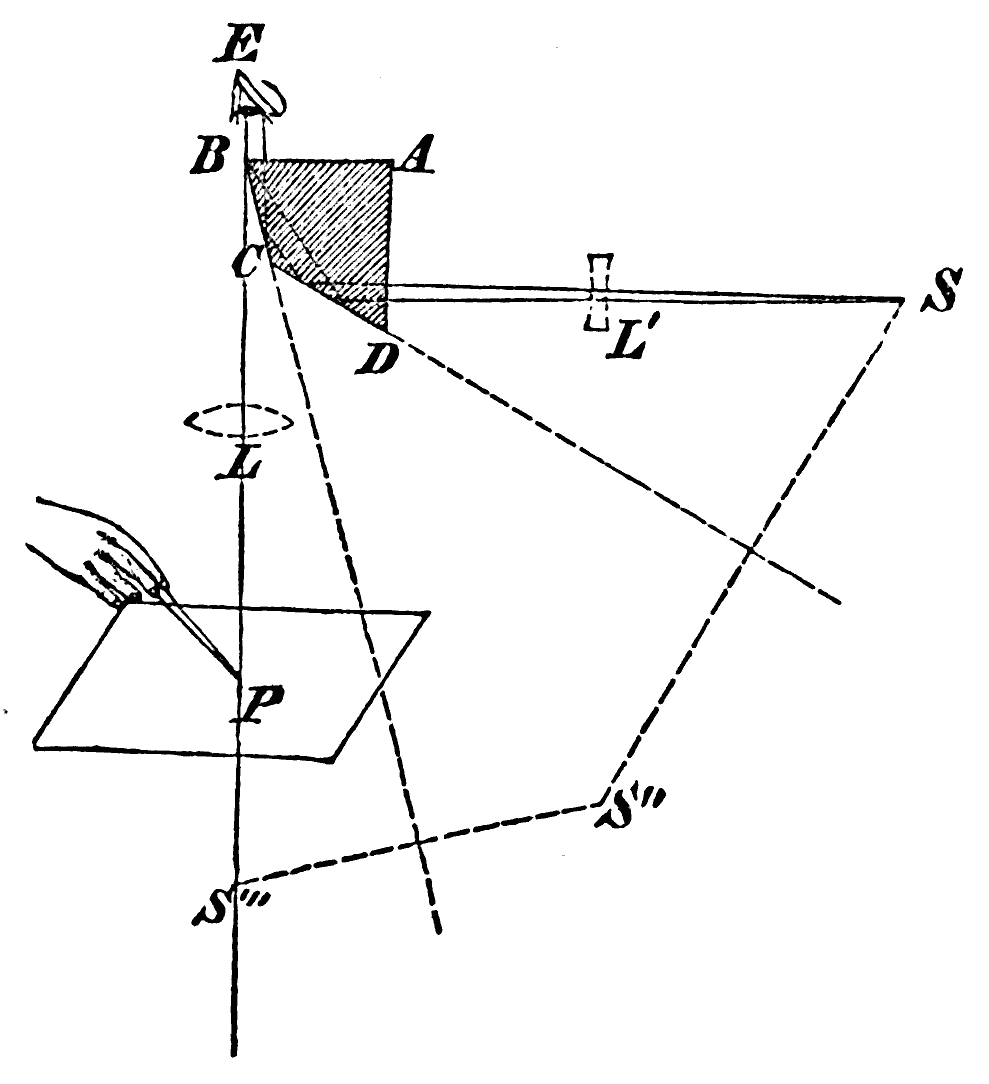
Schéma camery lucidy

Základem tohoto zařízení je čtyřboký polopropustný hranol, v němž se horizontální světelný paprsek láme do vertikálního směru a přichází do oka kreslíře. Hranol bývá namontován na držadle připevněném k horizontální desce, na níž leží materiál, na který je kresleno. Kreslíř se dívá přes hranu hranolu a vidí současně kreslenou scénu i nakreslenou část scény. To mu umožňuje zakreslit přesně klíčové body scény.